# Teodoro Echegoyen
Teodoro Apolonio Echegoyen Visiers o Bisiers (Peralta, 9 de febrero de 1875 - Tarragona, 10 de noviembre de 1905) fue un compositor y maestro de capilla español.

## Vida
Nacido en Peralta, en Navarra, el 9 de febrero de 1875, hijo de Vicente Echegoyen Palacios y Petra Bisier Barco. Recibió una extensa formación musical en Pamplona mientras estudiaba en el colegial Seminario Conciliar de San Miguel de Pamplona.
El 13 de octubre de 1897 fue nombrado maestro de capilla de la catedral de Calahorra en La Rioja. Durante su magisterio opositó en 1901 al magisterio de la catedral de Pamplona, sin éxito. Durante su estancia en Calahorra realizó una intensa actividad, no colo como compositor, sino también como organizador y promotor de la música. Permanecería en el cargo hasta 1903.
El 4 de marzo de ese año de 1903 fue nombrado organista de la Catedral de Santa Tecla de Tarragona, tras superar a los demás opositores por sus cualidades técnicas y estilísticas, según el veredicto del jurado.
También fue especialista en canto gregoriano, asignatura que enseñó en la Universidad Pontificia de Tarragona y publicó Breve método de canto gregoriano (Tarragona, 1905). Falleció en Tarragona, en 1905.

## Fondo de San Esteban de Olot y Fondo Teodoro Echegoyen
El caso de Teodoro Echegoyen Visiers presenta características singulares desde el punto de vista archivístico y musicológico. En el archivo de la iglesia parroquial de San Esteban de Olot se conserva, de forma un tanto inusual, el fondo personal de este compositor. Este conjunto incluye obras manuscritas fechadas entre 1897 y 1903, así como información biográfica de notable valor histórico. El fondo destaca por contener un repertorio musical con un elevado nivel de calidad. La presencia de este corpus en San Esteban de Olot constituye, en la actualidad, un aspecto que no ha sido completamente solucionado. Algunas evidencias apuntan a que podría deberse a la estrecha relación de amistad entre Echegoyen Visiers y mosén Pere Guillamet. Es probable que, tras el fallecimiento del compositor, Guillamet incorporara sus composiciones al propio archivo personal, el cual fue posteriormente donado en su totalidad a la iglesia de San Esteban, perpetuando así la memoria y la obra del organista de la catedral.

## Obra
La obra del compositor se ubica actualmente en Fondos musicales de Eresbil, la catedral de Calahorra y el Fondo Teodoro Echegoyen. Este último contiene 218 obras de autor y 7 impresos, y constituye el fondo más importante, no sólo por el volumen del repertorio conservado, sino sobre todo por la calidad de su contenido, con una elevada media de obras autógrafas, lo que nos lleva a pensar que se trata de su fondo personal. Está formada por tres colecciones:
1. Manuscrito de autor. Colección formada por 218 composiciones, de las cuales 171 son obra de Echegoyen, con claro predominio de los géneros de música para órgano. Contiene repertorio composititvo de Amancio Amorós, J. A. Arriola, C. Buldain, R. Calahorra, Carmelo Calvo, C. Cavallera, Hilarión Eslava, Felipe Gorriti, Pablo Hernández Salces, José Lidón, E. Luna, Antoni Oller, José Preciado, J. Salcedo, Antonio Vidaurreta y V. Zubiaurre, al costat de literatura orgànica de G. Brandt, Jan Ladislav Dussek, P. Neuckern, L. Riss y P. Wachs.
2. Manuscritos anónimos. Colección formada por tres composiciones anónimas, escritas entre el último cuarto del siglo XIX y principios del XX.
3. Obres impresos. Colección formada por 7 composiciones impresas de repertorio eclesiástico, con obres de Miguel Arnaudas, B. Echegoyen, Teodoro Echegoyen, Mateo Ferrer y Pablo Hernández.

En el fondo de la iglesia parroquial de San Esteban de Olot y el Fondo Teodoro Echegoyen del Archivo Comarcal de la Garrocha se conservan las siguientes obras:
- Antífona en Mi b M (incompleta)
- Antífona para 1 vino órgano, en Sol M (completa)
- Avemaría para 2 vino órgano, en Fa M (incompleta)
- Avemaria para 1 vino órgano, en Si bm (completa)
- Avemaría para 1 vino órgano, en Fa M (completa)
- Cántico para 2 vino órgano, en Re M (incompleto)
- Cántico para 1 vino órgano, en Do M (completo)
- Cánticos para 2 vino acompañamiento, en Rem (completo)
- Marcha fúnebre para órgano, Rem (completa)
- Pasdoble para P en Sol M (completo)

También se conservan las siguientes obras:
- Breve método de canto gregoriano;compuesto con arreglo a las prescripciones de SS Pío X ya las últimas ediciones de los PP. Benedictinos, D. Teodoro A. Echegoyen, beneficiado organista de esta metropolitana y profesor de dicha asignatura en la Universidad Pontificia (Tarragona, 1905)
- El nacimiento del Niño Jesús pastorela para armonium, ob. 6 (Tarragona, desc.)